# فرع محافظة مياكه (طوكيو)

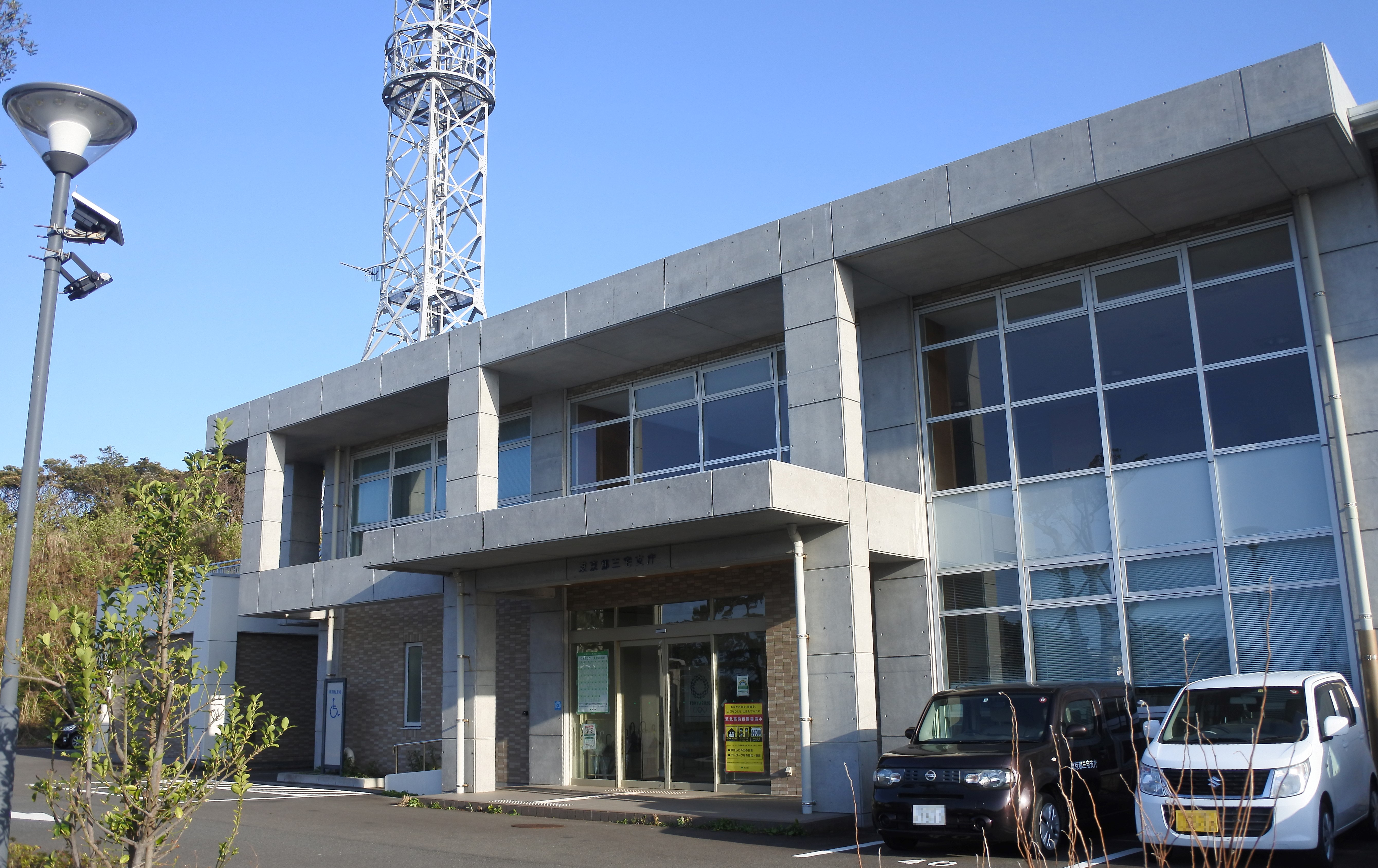

فرع محافظة مياكه (باليابانية: 三宅支庁 مياكه شي تشو) هو فرع محافظة في طوكيو، اليابان. يضم القرى التالية الواقعة في جزر إيزو
- مياكه (على جزيرة مياكه جيما)
- ميكوراجيما (على جزيرة ميكوراجيما)

بسبب الانفجار البركاني الذي حصل عام 2000 على جزيرة مياكه جيما تم إخلاء كافة سكانها ثم سمح لهم بالعودة في 1 فبراير عام 2005.